# Mariusz Antolak

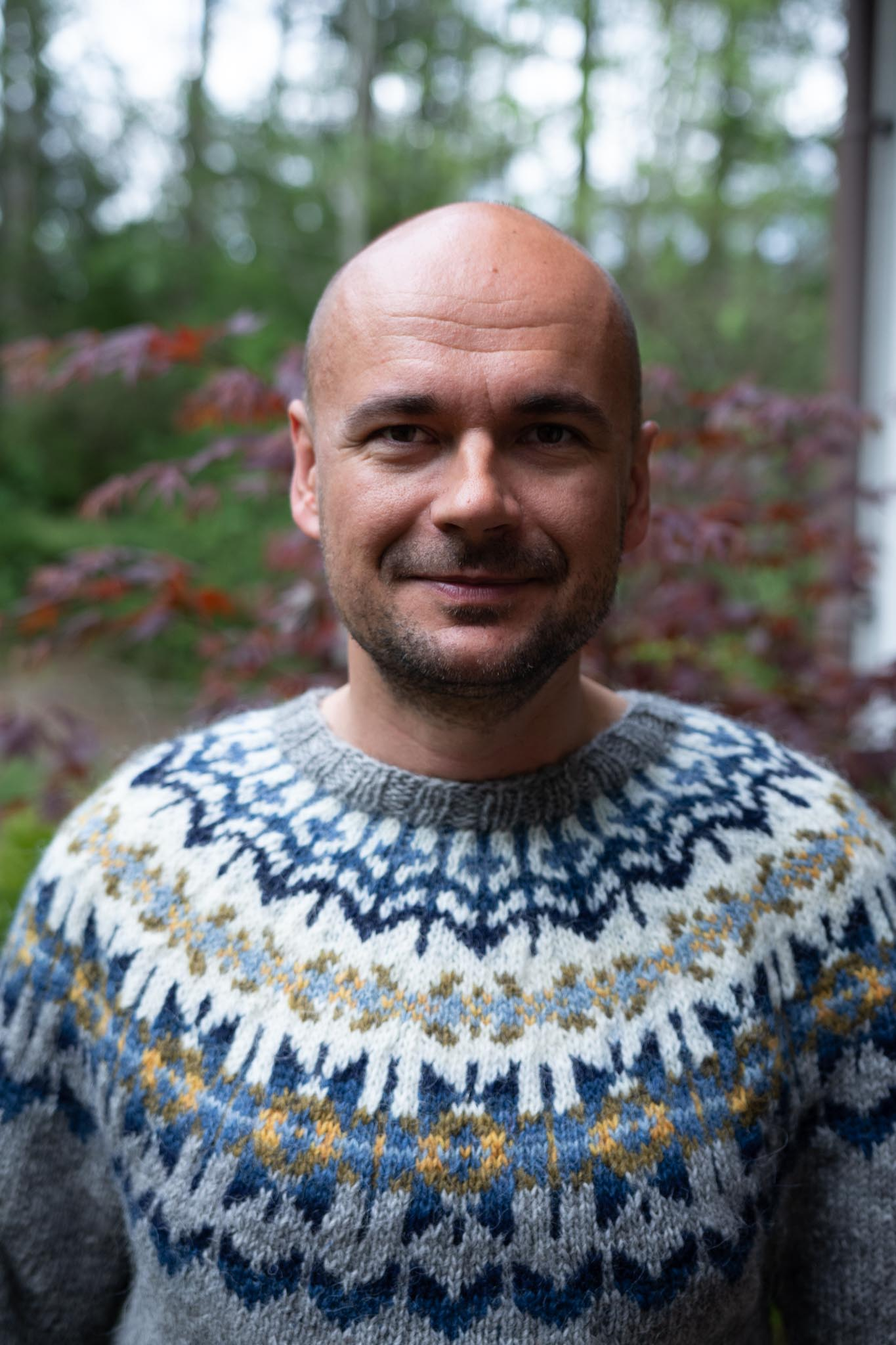
Mariusz Antolak (2022)

Mariusz Antolak (ur. 13 kwietnia 1983 w Iławie) – polski architekt krajobrazu, nauczyciel akademicki, społecznik i popularyzator nauki.
Jest absolwentem Uniwersytetu Warmińsko-Mazurskiego w Olsztynie (architektura krajobrazu i gospodarka przestrzenna) i Szkoły Głównej Gospodarstwa Wiejskiego w Warszawie (architektura krajobrazu). Stopień doktora w dyscyplinie architektura i urbanistyka uzyskał na Politechnice Krakowskiej im. Tadeusza Kościuszki w 2013 roku. Od 2007 roku pracuje jako adiunkt w Katedrze Architektury Krajobrazu UWM w Olsztynie. Jest fundatorem i głównym koordynatorem projektów Fundacji „W krajobrazie”. Promotor kilkudziesięciu prac inżynierskich i magisterskich na kierunku architektura krajobrazu. Promotor pomocniczy dwóch przewodów doktorskich. Opiekun Koła Naukowego Architektów Krajobrazu „Horyzont”.

## Wybrane publikacje
- 2021. Antolak M. Edukacja globalna dzieci w zakresie kształtowania krajobrazu – Global Garden Project Praia (Republika Zielonego Przylądka). Edukacja międzykulturowa[6].
- 2019. Antolak M. Education in the Landscape of Historic Urban Systems from the UNESCO World Heritage Lists.  IOP Conf. Series: Materials Science and Engineering[7].
- 2018. Antolak M. Garden Therapy in African Slums. IFLA World Congress 2018, Singapore, [e-Proceedings][8].
- 2017. Antolak M., Pawelec P., Jaszczak A., Žukovskis J. The impact of european funds on changing landscape of polish villages. Management Theory and Studies for Rural Business and Infrastructure Development[9].
- 2016. Antolak M., Krawiecka E. Analiza i waloryzacja krajobrazu nieczynnych linii kolejowych na przykładzie nieczynnej linii kolejowej Lidzbark Warmiński – Jarzeń. Przestrzeń i Forma[10]

## Nagrody i wyróżnienia
- 2022. Tytuł „Społecznika Roku” Tygodnika Newsweek Polska, XIII edycja ogólnopolskiego konkursu, kategoria zaangażowanie lokalne[11].
- 2016. Finalista ogólnopolskiego konkursu o Nagrodę im. Artura Rojszczaka Fundacji na rzecz Nauki Polskiej[12].
- 2013. I Nagroda w Ogólnopolskim konkursie dla autorów i promotorów najlepszych projektów naukowych realizowanych przez studentów i doktorantów ‘Struna’. Kategoria: Opiekun Roku 2013 za wspieranie Koła Naukowego Architektów Krajobrazu ‘Horyzont’. Konkurs pod patronatem Ministra Nauki i Szkolnictwa Wyższego[13].
- 2013. Stypendium Artystyczne Marszałka Województwa Warmińsko-Mazurskiego[14].